# Pharmaceutical Biology
Pharmaceutical Biology, abgekürzt Pharm. Biol., ist eine wissenschaftliche Fachzeitschrift, die vom Taylor & Francis-Verlag veröffentlicht wird. Die Zeitschrift wurde 1961 unter dem Namen Quarterly Journal of Crude Drug Research gegründet. Im Jahr 1982 erfolgte eine Änderung in International Journal of Crude Drug Research. Eine weitere Änderung erfolgte 1991 in International Journal of Pharmacognosy bevor schließlich 1998 der Name in Pharmaceutical Biology geändert wurde. Die Zeitschrift erscheint derzeit mit fünf Ausgaben im Jahr. Es werden Arbeiten veröffentlicht, die sich mit der Forschung auf dem Gebiet der pharmazeutischen Biologie beschäftigen.
Der Impact Factor lag im Jahr 2014 bei 1,241. Nach der Statistik des ISI Web of Knowledge wird das Journal mit diesem Impact Factor in der Kategorie Pharmakologie und Pharmazie an 194. Stelle von 254 Zeitschriften, in der Kategorie Botanik an 110. Stelle von 200 Zeitschriften und in der Kategorie medizinische Labortechnologie an 20. Stelle von 30 Zeitschriften geführt.